# Hruszów (rejon drohobycki)
Hruszów (ukr. Грушів, Hrusziw) – wieś na Ukrainie w rejonie drohobyckim należącym do obwodu lwowskiego.